# Berninghauser Straße 26

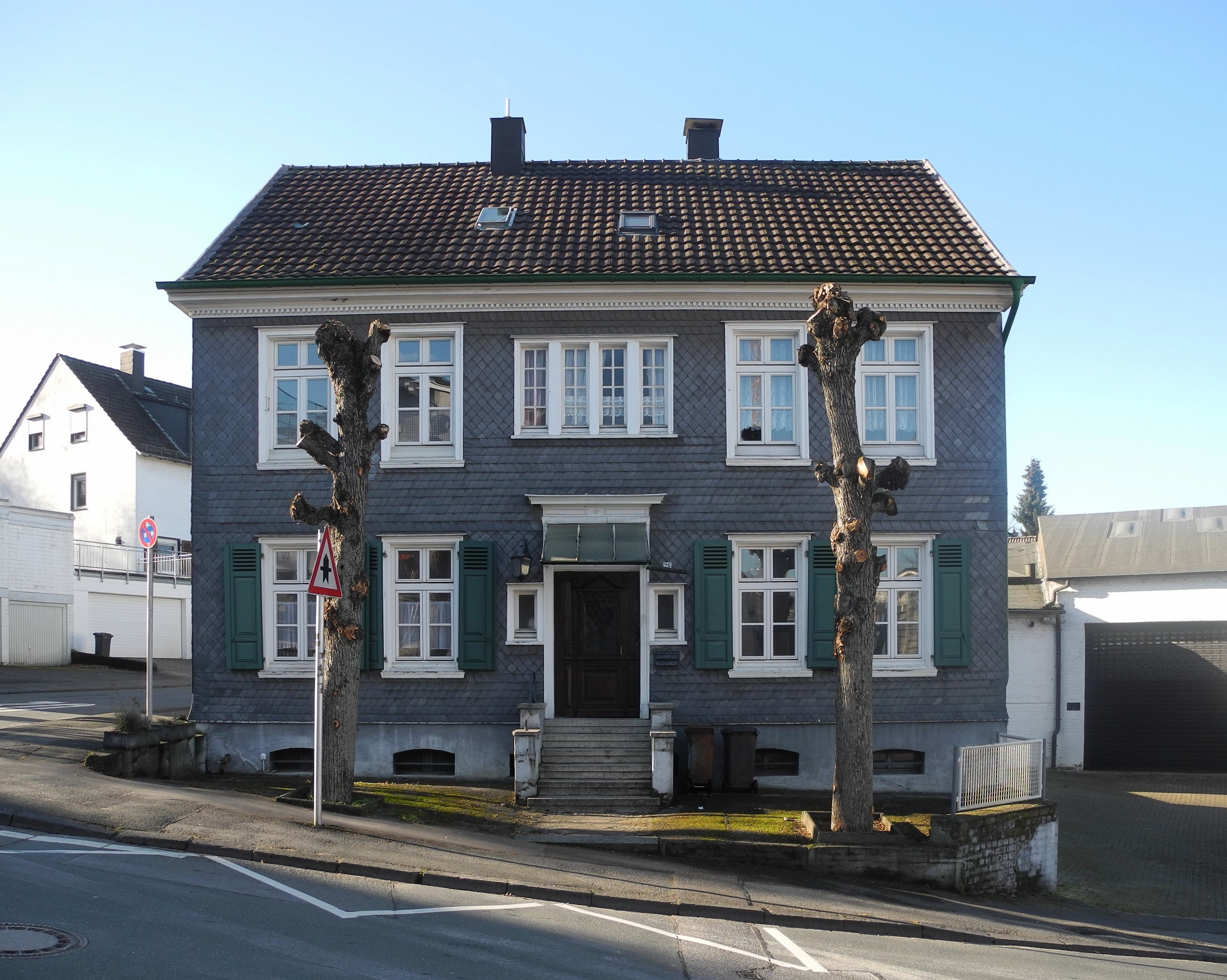

Das Wohnhaus Berninghauser Straße 26 ist ein denkmalgeschütztes Fachwerkhaus im Ennepetaler Ortsteil Milspe, Ortslage Berninghausen. Das Gebäude wurde 1888 errichtet.

## Beschreibung
Das Gebäude ist ein zweigeschossiges Fachwerkhaus mit Schieferdeckung und eines von wenigen noch erhaltenen Wohnhäusern dieses Bürgerhaustyps des späten 19. Jahrhunderts vor Ort. Der Entwurf stammt von dem Architekten Gustav Ebbinghaus für den Bauherrn Julius Drees. Ein Gesims aus Holz ist mit einem Zahnschnittfries versehen. Original erhalten sind die Holzsprossenfenstern mit Schlagläden in Bergisch-Grün. Ein mittlerer Hauseingang besitzt seitliche Dielenfenster und ein schlichtes Glasvordach.